# Халид Карадаглы
Халид Карадаглы (азерб.Xalid Qaradağlı,1822, Карадаглы — 1875) — азербайджанский поэт-сатирик и ашуг XIX века. Считается одним из родоначальников индивидуальной (авторской) поэзии дагестанских азербайджанцев (терекеменцев).

## Биография
Родился в селе Карадаглы в 1822 году. Отец мечтал дать сыну духовное образование, однако Халид, окончив медресе, не захотел стать духовным лицом и посвятил себя поэтическому творчеству.После завершения учёбы Халид становится кадием.

## Творчество
Прославился антифеодальной направленностью своего творчества.
В своих сатирических произведениях Халид бичевал социальные пороки общества, феодальную эксплуатацию.
в «Жалобе Халида» ашуг Халид сетует на то, что люди стали хитрыми, коварными. Даже другу подчас трудно доверять: «… ста друзьям хотя бы грамма доверия откуда? Люди заблудились и переняли облик шайтана…».
Составитель сборника «Дары Дагестана» М. Ярахмедов поместил в свой труд три стихотворения поэта: «Олсун» («Пусть будет»), «Эйлер» («Сделают»), «Дуьшубдюр» («Доведено»).
Отличительной чертой творчества Халида была подлинная народность. Он пел о народе и для народа. Его любовно называют «эль шаири» — народным поэтом, ашугом. С помощью саза, удачно подобрав соответствующую мелодию к каждому стиху, он прокладывал самый короткий и доступный путь к сердцам слушателей.